# Liste der Monuments historiques in Massugas
Die Liste der Monuments historiques in Massugas führt die Monuments historiques in der französischen Gemeinde Massugas auf.

## Liste der Bauwerke
| Bezeichnung       | Beschreibung              | Standort | Kennzeichnung | Schutzstatus | Datum | Bild |
| ----------------- | ------------------------- | -------- | ------------- | ------------ | ----- | ---- |
| Kirche Notre-Dame | Erbaut im 12. Jahrhundert | (Lage)   | PA00083623    | Inscrit      | 1925  |      |